# Squinzano rosato
Lo Squinzano rosato è un vino DOC la cui produzione è consentita nelle province di Brindisi e Lecce.

## Caratteristiche organolettiche
- colore: dal rosso rubino chiaro al cerasuolo tenue.
- odore: vinoso e delicatamente profumato, caratteristico.
- sapore: sapido, fine e vellutato.

## Produzione
Provincia, stagione, volume in ettolitri
- Brindisi  (1990/91)  90,0
- Brindisi  (1992/93)  167,04
- Lecce  (1990/91)  97,37
- Lecce  (1996/97)  25,2